# 氟硅酸锂
氟硅酸锂是锂的氟硅酸盐，化学式为Li2SiF6。

## 制备
氟硅酸锂可以由氟硅酸和氢氧化锂或碳酸锂反应而成的。它也可以由四氟化硅和氟化锂直接反应而成。氟硅酸锂是由 B. Cox 于1954年首次合成的。
{\displaystyle {\ce {H2[SiF6] + 2LiOH -> Li2[SiF6] + 2H2O}}}

## 性质
氟硅酸锂是一种白色固体，可溶于水和甲醇。它在 250 °C 时分解成氟化锂和四氟化硅。它是三方晶系的，和氟硅酸钠一样。